# 고쿠보 준
고쿠보 준(일본어: 小久保 純, 1980년 9월 8일 ~ )은 일본의 전 축구 선수이다.

## 구단 경력
과거 몬테디오 야마가타, 더스파 구사쓰에서 활동하였다.